# Török kezdőknek (televíziós sorozat)
A Török kezdőknek (németül: Türkisch für Anfänger) német filmsorozat, melyet 2006-tól sugárzott az ARD. A sorozattal a németországi törökök világát kívánják jobban bemutatni. Németországban 2006. december 12-e és 2008. március 14-e között sugározták először. Magyarországon a Duna Televízió vetítette 2009. február 14-étől, áprilisban és novemberben megismételték. A harmadik évad magyar szinkronnal 2010. január 6-ától megy a Duna Televízión.

## Cselekmény
|  | Alább a cselekmény részletei következnek! |

### Első évad
A 16 éves Lena Schneider az öccsével, Nilsszel, és pszichológus anyjával, Dorisszal él. Doris beleszeret egy török férfiba, Metin Öztürkbe, így eljön az ideje, hogy összeköltözzenek. Így hát Lena kénytelen együttélni két új testvérével: Cemmel, a tipikus macsóval és Yagmurral, a mélyen vallásos muzulmán lánnyal. Problémáit először Kathi-nak, a volt amerikai osztálytársnőjének meséli el - videóra felvéve -, akit még akkor ismert meg, mikor családjával az USA-ban lakott. Az idő múltával Lena kezdi megkedvelni új családját, ráadásul megismerkedik anyja egyik páciensével, a jóképű Axellel, az árva fiúval. Axel hamar beleszeret Lenaba, így nem sok idő telik el, mire összejönnek.
Mindeközben Cem, Lena mostohabátyja is beleszeret a lányba, és mindent elkövet, hogy Lena és Axel kapcsolata ne legyen mélyebb. Egy ideig Lena is gyengéd érzelmeket kezd táplálni Cem iránt, Axel erre rájön, s épp bringájára pattan fel, de útközben súlyos balesetet szenved. Lena és Cem, akik időközben egymásra találnak, meghallják a hírt; Lena Cemet okolja, mert úgy gondolja Axel öngyilkosságot követett el. Úgy dönt, hogy Axellel marad, aki nem árulja el, hogy valójában balesetet szenvedett. Eközben Doris apja, Hermi, is felbukkan, és oda is költözik a Schneider-Öztürk famíliához, ugyanis a cége csődbe ment.

### Második évad
Schneider-Öztürkék egyik palántájukban, Nilsben, felfedezik a tehetséget, aki így kollégiumba kerül. Axel titka mindeközben felszínre kerül, Lena tehát szakít vele. Végre semmi nem állhat Lena és Cem közé, de megint akad valami... Lenában megfogalmazódik a gyanú, hogy Cem lefeküdt egy prostituálttal. Lena tehát inkább Axellel alszik - aki még mindig náluk él, ugyanis Doris aggódik érte. Lena Cem figyelmét Ulla-ra, egy pap lányára próbálja fordítani. Időközben Metin és Doris úgy dönt, hogy összeházasodik, de ez Markusnak, Lena apjának, is a tudtára kerül. Azonnal Németországba utazik, hogy megakadályozza az esküvőt. Végül megérti, hogy erőfeszítése hiábavaló, így Doris és Metin végül összeházasodik. Doris nővére, Diana is felbukkan, aki Lena iskolájában tanít, miközben próbál támaszt nyújtani a multi-kulturált családnak. Yagmur hite kezdi elveszíteni keménységét, amikor megtudja, hogy Costa, Cem görög barátja, titkos csodálója. Az új kapcsolatba -nehezen ugyan-, de Metin és Cem is beletörődik.

### Harmadik évad
A második és harmadik évad között két év telik el. Cem lemondott Ulláról, és megbukott az érettségin. Lena eközben leérettségizik, és Doris meggyőzi, hogy fogadja el a gépészettanulmányi lehetőséget. De kilenc hónap után abba kell hagynia, mert alkalmatlan a gépészeti főiskolán, egyszóval kirúgják. Egy ifjúsági folyóirathoz szeretne kerülni, ahol meg kell küzdenie eddigi legjobb barátnőjével, Kathival, aki az érettségi miatt ment vissza Németországba. Lena főszerkesztői állást kap, de abba is kell hagynia, mert teherbe esik Cemtől. Időközben Hermi papa meghal szívinfarktusban. Ő  nem ellenezte  a gyereket. A végén Lena nagy nehézségek árán fiút szül. Yagmur és Costa boldogok együtt, viszont Costa megkéri Yagmurt, hogy - a török hagyományok ellenére - az érettségi után ne háziasszony legyen, hanem csinálja azt, amit szeretne. Costa ruhatervező. Cem érettségi hiányában is felvételizik a rendőrségre, ahol végül 51%-os tesztet ír. Doris pedig egyszerűen nem tudja elfogadni, hogy nagymama lesz.

## A szerzőről
Bora Dağtekin, a sorozat szerzője szintén német-török családban nevelkedett, anyja német volt, apja török. Így a forgatókönyvet saját tapasztalataival bővíthette.

## Epizódok

### 1. évad
- 1. Ez az a rész, amelyben elveszítem a szabadságomat
- 2. Ez az a rész, amelyben nem akarok lánytesót
- 3. Ebben a részben kitálalok
- 4. Ebben a részben nem találok barátot
- 5. Ebben a részben Axel megszereti a családomat
- 6. A félreértések fejezete
- 7. Ebben a részben sajnos felnövök
- 8. Ez az a rész, amelyben még nincsenek érzéseim
- 9. Ebben a részben mindenki mást akar
- 10. Ebben a részben magamhoz térek
- 11. Amikor a farkas behálózza Piroskát
- 12. Ebben a részben döntenem kell

### 2. évad
- 13. Ebben a részben a nők elgyengülnek
- 14. Ebben a részben elcsattan a búcsúcsók
- 15. Nils és a Perpetuum Mobile
- 16. Szex és pisztoly
- 17. Cemnek betelik a pohár
- 18. Ebben a részben libabőrös leszek
- 19. Yagmur életének első csókja
- 20. Ebben a részben őrületbe kergetem anyát
- 21. Cem a piros lámpás negyedben
- 22. Ebben a részben végre megnyílok
- 23. Metin szabad estéje
- 24. Lena felejteni próbál
- 25. Ebben a részben mindenki bekattan
- 26. Ha Metin szerelmes...
- 27. Ebben a részben mindenkinek komplexusa van
- 28. Ulla közbelép
- 29. Ebben a részben szégyellem a családomat
- 30. Ebben a részben betoppan Markus
- 31. Nagy találkozások
- 32. Costa megmenti szíve hölgyét
- 33. Házibuli és mágia
- 34. A bulinak vége szakad
- 35. Metinnek betelik a pohár
- 36. Minden jó, ha jó a vége

### 3. évad
- 37. Az élet megy tovább, de nagyon gáz
- 38. Amikor még a motorháztetőt sem tudom felnyitni
- 39. Félreértések a köbön
- 40. Amikor már a pofon sem segít
- 41. Olyan vagyok, mint Boris Becker
- 42. Ebben a részben megint 17 éves leszek
- 43. Nagymama beájul
- 44. Ebben a részben nem akarok bonobo-majom lenni
- 45. Ebben a részben nagymama nagy üzletet csinál
- 46. Ebben a nagypapa szerelmes lesz
- 47. Ebben a részben mérlegre kerülnek a kapcsolatok
- 48. Ebben a részben feltámadnak a halottak
- 49. Ebben a részben bekopog a gólya
- 50. A jó öreg német márka
- 51. Ebben a részben benő Cem feje lágya
- 52. Menopauza után

## Kitüntetések, díjak
- 2006: Goldene Nymphe kitüntetés a Festival de Télévision de Monte-Carlón, Philip Voges és Alban Rehnitz megnyerik a komédia kategóriájában a Legjobb Producer Díjat.
- 2006: Német Televízió Díj, Legjobb Sorozat
- 2006: Cinéma Tout Ecran, Genf "Reflet d’Or CINEMA TOUT ECRAN" - Díj a legjobb sorozatnak járó díj
- 2007: Adolf-Grimme Díj a Szórakoztatás kategóriában
- 2007: Deutscher Civis-Fernseh Díj a Szórakoztatás kategóriában
- 2008: Rockie Díj a kanadai Banff World Television Festivalon Telenovella és Sorozat kategóriákban

## Kiadványok

### DVD
Németországban a Török kezdőknek-et DVD-n is kiadták. Az első 2006. március 27.én jelent meg, két DVD-n, egy boxban; extraként külön audiókommentárt is készítettek a 3. a 8. és a 12. részhez, továbbá kivágott jeleneteket is láthatunk. A második évad 2007. május 17.én jelent meg, 4 DVD-ben, azaz 2 boxban. Extrákként audiokommentárt hallhatunk a 16., a 26., a 30. és a 32. rész alatt, valamint törölt jeleneteket, előzeteseket és Így készült-klipeket. 2007 novemberében az első és második szériát kiadták egy boxban, vagyis nagy kiszerelésben. A harmadik évad nem rég került polcokra, 3 DVD formájában, 2008. decemberében. Extraként szintén audiokommentárokat, előzeteseket és Így készült-klipeket láthatunk.

### Könyvek
Az alábbi könyvek Németországban jelentek meg a sorozat alapján, Claudia Kühn gondozásában:
- Türkisch für Anfänger 01 - Meine verrückte Familie (2007. március)
- Türkisch für Anfänger 02 - Verwirrung hoch sechs (2007. március)
- Türkisch für Anfänger 03 - Durchdrehen garantiert (2007. november)
- Türkisch für Anfänger 04 - Der ganz normale Wahnsinn (2008. október)

## Fordítás
Ez a szócikk részben vagy egészben  a   Türkisch für Anfänger című német Wikipédia-szócikk fordításán alapul.  Az eredeti cikk szerkesztőit annak laptörténete sorolja fel. Ez a jelzés csupán a megfogalmazás eredetét és a szerzői jogokat jelzi, nem szolgál a cikkben szereplő információk forrásmegjelöléseként.